# إدوارد كابيل

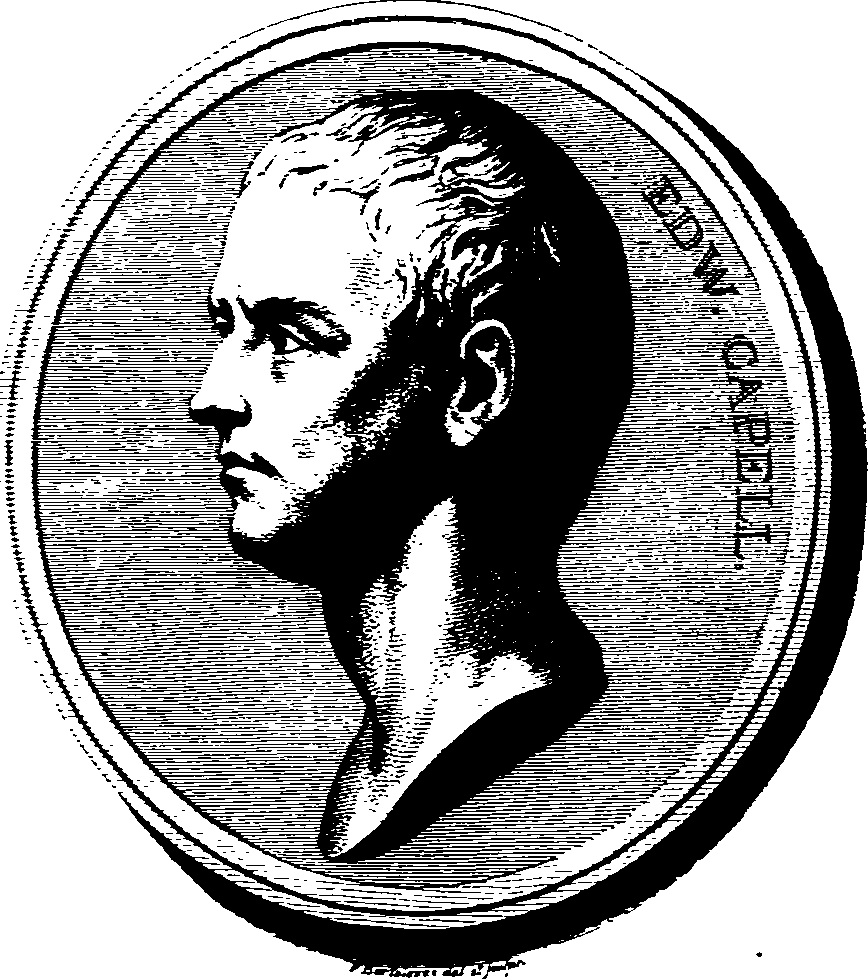
الناقد الإنجليزي إدوارد كابيل

إدوارد كابيل (11 يونيو 1713 - 24 فبراير 1781) كان ناقدًا إنجليزيًا شكسبيرًا .

## سيرته الذاتية
ولد إدوارد كابيل في قرية تروستون (TL901717) في سوفولك.
بواسطة نفوذ الدوق غرافتون، عُيّنَ إدوارد في مكتب نائب مفتش المسرحيات في عام 1737 ، براتب 200 جنينه استرليني سنويًا . وفي عام 1745 تم إعطاؤه منصبًا في غرفة الملك الخاصة من خلال نفس النفوذ .
في عام 1760 ظهرت مقطوعاته ( Prolusions ) أو مقطوعات مختارة من الشعر القديم (Select Pieces of Ancient Poetry)، وهي مجموعة شملت ادوارد الثالث (Edward III (play) )، والتي وضعها ضمن مسرحيات شكسبير المشكوك فيها .
صُدم من عدم الدقة التي تسللت إلى طبعة السير توماس هانمر ( البارونيت الرابع ) لشكسبير، فقد توقع طبعة جديدة تمامًا، ليتم تجميعها بعناية بالنسخ الأصلية . بعد أن أمضى ثلاث سنوات في جمع ومقارنة طبعات ضئيلة من الورق والمجلدات . نشر طبعته الخاصة في 10 مجلدات ( 1768 ) ، مع مقدمة مكتوبة بأسلوب غريب غير عادي، والذي أُلحق بعد ذلك بطبعات جونسون و ستيفنز .
نشر كابيل الجزء الأول من تعليقه في عام 1774 والذي يتضمن ملاحظات على تسع مسرحيات مع مسرد. هذا ما ذكره بعد ذلك، ونشر عمله الكامل Notes and Various Readings of Shakespeare (1779 – 1783) ، المجلد الثالث منها يحمل عنوان The School of Shakespeare ، والذي أنجز تحت إشراف جون كولينز، في عام 1783 ، بعد عامين من وفاة المؤلف . يحتوي المجلد على نتائج عمله الدؤوب لمدة ثلاثين عامًا، ويلقي ضوءًا كبيرًا على تاريخ عصر شكسبير، وكذلك على المصادر التي استمد منها حبكاته .
أكد كولينز أن ستيفنز سرق ملاحظات كابيل لطبعته الخاصة به، والقصة هي أن الطابعات رُشوَت حتى يتمكن ستيفنز من رؤية أوراق طبعة كابيل أثناء مرورها عبر المطبعة. إلى جانب الأعمال المخصصة بالفعل، أصدر كابيل طبعة من مسرحية أنطونيو وكليوباترا، والتي هُيئت و جُهزت للمسرح بمساعدة ديفيد جاريك في عام 1758 . ومرت طبعته الخاصة بشكسبير بالعديد من الطبعات ( 1768 ، 1771 ، 1793 ، 1799 ، 1803 ، 1813 ) . 
توفي كابيل في المعبد في 24 فبراير عام 1781 .